# 银珠
银珠（学名：Peltophorum dasyrachis var. tonkinensis）是豆科盾柱木属的植物，是毛轴盾柱木的变种。分布在越南以及中国大陆的海南等地，生长于海拔300米至400米的地区，一般生于山地疏林中，目前尚未由人工引种栽培。

## 别名
油楠（广东）